# Carwood Lipton
Carwood "Lip" Lipton (Huntington, Nyugat-Virginia, 1920. január 30. – Southern Pine, Észak-Karolina, 2001. december 16.) amerikai katonatiszt a második világháborúban, nevét Az elit alakulat című könyvből készült, ugyanezen a címen futó sorozat tette ismertté.

## Élete a háború előtt
Lipton Huntingtonban született, és nőtt fel. Apját egy autóbaleset következtében tízévesen vesztette el, így ő lett a legidősebb férfi a családban. Egy évig volt hallgató a helyi Marshall Egyetemen, azonban tanulmányait pénzügyi okokból fel kellett függesztenie, ezután egy hadianyaggyárban dolgozott. Az ejtőernyősökhöz egy cikk nyomán csatlakozott, amit a Life magazinban olvasott, így került 1942-ben közlegényként a hadseregbe.

## A világháborúban
1944-ben már szakaszparancsnokként szolgált az 506. Légi Szállítású Ezred E századában, ahol a többi tiszthelyettessel együtt a Normandiai partraszállás előtt nem sokkal úgy döntöttek, hogy inkább lemondanak rangjukról, de nem hajlandóak tovább a századparancsnok, Herbert Sobel százados keze alatt szolgálni: a megmozdulás sikeres volt: bár egy őrmestert fokoztak le, egy másikat pedig áthelyeztek a századtól, de Sobelt eltávolították az egység éléről.
A D-napon biztonságban ért földet, majd néhány századbeli bajtársa csatlakozott hozzá, majd hamarosan találkoztak Richard Winters hadnaggyal, akinek irányításával megrohanták a Brecourt tanyánál lévő német tüzérüteget. A támadás során nyújtott teljesítményéért megkapta a Bronz Csillagot. A Carentanért vívott harcok során megsebesült, ami miatt rövid ideig nem volt harcképes, de hamarosan újra jelentkezett szolgálatra a századnál.
A Market-Garden hadművelet során a századot frissen kiképzett újoncokkal töltötték fel, akik zöldfülűségük miatt sok bajt okoztak, Liptonnak és a többi Normandiát megjárt ejtőernyősnek kellett az újoncokat tanácsokkal ellátni. Lipton, immár a század rangidős, szolgálatvezető főtörzsőrmestereként részt vett Eindhoven felszabadításában, valamint később a Pegazus hadműveletben is.
Az Ardennekben szinte századparancsnokként működött a tehetségtelen Norman Dike hadnagy helyett. Foy januári bevétele után Dike-ot elvezényelték a századtól, Liptont pedig hadnaggyá léptették elő, erről mondta később, hogy: "Ez volt a legnagyobb megtiszteltetés, ami valaha is ért".
A századdal később részt vett a landsbergi náci gyűjtőtábor felszabadításában. Az európai háború vége Berchtesgadenben érte, itt találkozott Ferdinand Porschéval is, akivel még együtt is ebédelt, amikor a tervező egy fogolytáborban volt.
Japán kapitulációja után a századot feloszlatták, így Lipton is hazatérhetett, de ő tartalékos tiszt maradt a Koreai háború végéig, azonban ott már nem vetették be.

## A háború után
Miután visszatért az Egyesült Államokba, lediplomázott a Marshall Egyetemen, ahol mérnöki képesítést szerzett. AZ Owens Illinois Inc. cégnél helyezkedett el, mely üvegtermékekkel és műanyag csomagolásokkal foglalkozott. Itt megtalálta a számítását, és 1982-ben vezérigazgatóként vonult nyugdíjba.
A halál 2001-ben Southern Pinesban érte, ahol nyugdíjas éveit töltötte.

## Lipton a médiában
Az elit alakulat című filmsorozatban Lipton többször is látható visszaemlékezőként, őt magát a sorozatban Donnie Wahlberg játszotta. Visszaemlékezőként még szerepelt a We Stand Alone Together: The Men of Easy Company című televíziós műsorban is.